# Liga Ignaciana de Deportes
La Liga Ignaciana de Deportes es una entidad deportiva que es encargada de la organización y reglamentación de las competiciones de alto rendimiento de fútbol realizadas en la ciudad de San Ignacio Guazú, del departamento de Misiones en Paraguay. Está afiliada a la Unión del Fútbol del Interior y a su vez a la Federación de Fútbol del Octavo Departamento Misiones, por ende, vinculada también a la Asociación Paraguaya de Fútbol.
Tras la conclusión del torneo celebrado en 2019, las actividades de la institución fueron suspendidas por disposición de la UFI en 2020, como consecuencia de las medidas de confinamiento implementadas en respuesta a la pandemia de COVID-19.
Las actividades relacionadas con los campeonatos fueron reactivadas el 29 de noviembre de 2021, marcando el restablecimiento de la competencia.

## Historia
En el contexto del Departamento de Misiones, se estableció una de las primeras asociaciones a nivel de clubes conocida como la Liga de Deportes de San Ignacio, cuyo inicio data del 10 de mayo de 1945, y su actividad se mantuvo durante los años 1945 y 1946. A partir de 1949, los clubes originarios de San Ignacio Guazú se asociaron a la Liga Misionera de Football, cuya sede se ubicaba en San Juan Bautista y San Ignacio Guazú. Esta liga era la única entidad deportiva de su tipo en el Departamento durante un largo período. Sin embargo, en 1972, se produjo una escisión en el ámbito del fútbol misionero, lo que resultó en la integración de los clubes de San Ignacio Guazú y las áreas circundantes, como Santa María, San Antonio y Yabebyry, a la Federación Deportiva Misionera en ese entonces. Esta federación posteriormente evolucionó y se transformó en la actual Liga Ignaciana de Deportes, que se estableció en el año 2003.

## Gestiones
Tiene a su cargo el desarrollo del torneo interno de mayores, juveniles y de las categorías inferiores de los clubes afiliados a la misma, así como la representación de la entidad, a través de la Selección Ignaciana de Fútbol.
El 25 de marzo de 2019, inició la edición número 48, dando como resultado campeón de éste, al equipo del 19 de Marzo Football Club.

## Clubes afiliados
Listado de los clubes que integran la Liga Ignaciana de Deportes:
| Club                                     | Sede                     | Fundación                        |
| ---------------------------------------- | ------------------------ | -------------------------------- |
| Deportivo 31 de Julio Football Club      | Barrio Virgen de Lourdes | 31 de julio de 1919 (105 años)   |
| 19 de Marzo Football Club                | Barrio San Vicente       | 19 de marzo de 1937 (88 años)    |
| Club Atlético Capitán Alfonso Del Puerto | Barrio Loma Clavel       | 6 de enero de 1945 (80 años)     |
| Club 4 de Octubre                        | Compañía Ka'a Joha       | 4 de octubre de 1955 (69 años)   |
| Sportivo Ytororõ Football Club           | Barrio San Salvador      | 6 de diciembre de 1964 (60 años) |
| Club 15 de Mayo                          | Barrio Resistencia       | 15 de mayo de 2016 (9 años)      |
| General Caballero Football Club          | N/D                      | N/D                              |
| Deportivo Santa Rita                     | Compañía Santa Rita      | N/D                              |
| Club Sportivo San Francisco Javier       | N/D                      | 10 de febrero de 2020 (5 años)   |

Nota: N/D indica que no se ha encontrado documentación oficial o confiable de los respectivos clubes.

## Palmarés
A continuación, se detalla la lista de campeones de la Liga Ignaciana de Deportes, organizada cronológicamente desde la primera temporada registrada en 1972 hasta la más reciente:
| Temporada | Campeón                    |
| --------- | -------------------------- |
| 1972      | Capitán Alfonso del Puerto |
| 1973      | Capitán Alfonso del Puerto |
| 1974      | Deportivo 31 de Julio FC   |
| 1975      | Deportivo 31 de Julio FC   |
| 1976      | Capitán Alfonso del Puerto |
| 1977      | Deportivo 31 de Julio      |
| 1978      | Capitán Alfonso del Puerto |
| 1979      | Capitán Alfonso del Puerto |
| 1980      | Capitán Alfonso del Puerto |
| 1981      | Capitán Alfonso del Puerto |
| 1982      | Capitán Alfonso del Puerto |
| 1983      | Capitán Alfonso del Puerto |
| 1984      | Deportivo 31 de Julio FC   |
| 1985      | Capitán Alfonso del Puerto |
| 1986      | 19 de Marzo FC             |
| 1987      | Capitán Alfonso del Puerto |
| 1988      | 19 de Marzo FC             |
| 1989      | Capitán Alfonso del Puerto |
| 1990      | Deportivo 31 de Julio FC   |
| 1991      | 19 de Marzo FC             |
| 1992      | Capitán Alfonso del Puerto |
| 1993      | 19 de Marzo FC             |
| 1994      | Deportivo 31 de Julio FC   |
| 1995      | Deportivo 31 de Julio FC   |
| 1996      | Sportivo Ytororõ FC        |
| 1997      | Deportivo 31 de Julio FC   |
| 1998      | Sportivo Ytororõ FC        |
| 1999      | Sportivo Ytororõ FC        |
| 2000      | Deportivo 31 de Julio FC   |
| 2001      | Sportivo Ytororō FC        |
| 2002      | 19 de Marzo FC             |
| 2003      | 19 de Marzo FC             |
| 2004      | 19 de Marzo FC             |
| 2005      | Deportivo 31 de Julio      |
| 2006      | 19 de Marzo FC             |
| 2007      | Sportivo Ytororõ           |
| 2008      | Capitán Alfonso del Puerto |
| 2009      | Deportivo 31 de Julio FC   |
| 2010      | Deportivo 31 de Julio FC   |
| 2011      | Sportivo Ytororõ FC        |
| 2012      | Sportivo Ytororõ FC        |
| 2013      | 19 de Marzo FC             |
| 2014      | 19 de Marzo FC             |
| 2015      | 19 de Marzo FC             |
| 2016      | Sportivo Ytororõ FC        |
| 2017      | Club 15 de Mayo            |
| 2018      | 19 de Marzo FC             |
| 2019      | 19 de Marzo FC             |
| –         | –                          |
| 2021      | Capitán Alfonso Del Puerto |
| 2022      | Club 15 de Mayo            |
| 2023      | Deportivo 31 de Julio FC   |
| 2024      | Deportivo 31 de Julio FC   |

Nota: La temporada 2020 no fue disputada debido a la suspensión de actividades deportivas a causa de la pandemia de COVID-19.

## Títulos por equipo
A continuación, se expone un compendio histórico de los títulos obtenidos por los distintos equipos que han participado en la Liga Ignaciana de Deportes, abarcando el período comprendido entre 1972 y la actualidad. La tabla se encuentra ordenada de forma descendente según la cantidad de campeonatos obtenidos por cada club, e incluye el detalle de las temporadas en las que resultaron campeones:
| Equipo                     | Total de títulos | Temporadas                                                                               |
| -------------------------- | ---------------- | ---------------------------------------------------------------------------------------- |
| Capitán Alfonso del Puerto | 15               | 1972, 1973, 1976, 1978, 1979, 1980, 1981, 1982, 1983, 1985, 1987, 1989, 1992, 2008, 2021 |
| Deportivo 31 de Julio FC   | 14               | 1974, 1975, 1977, 1984, 1990, 1994, 1995, 1997, 2000, 2005, 2009, 2010, 2023, 2024       |
| 19 de Marzo FC             | 13               | 1986, 1988, 1991, 1993, 2002, 2003, 2004, 2006, 2013, 2014, 2015, 2018, 2019             |
| Sportivo Ytororõ FC        | 8                | 1996, 1998, 1999, 2001, 2007, 2011, 2012, 2016                                           |
| Club 15 de Mayo            | 2                | 2017, 2022                                                                               |

## Presidentes
A continuación, se listan los titulares que han ejercido la máxima responsabilidad en la conducción de la Liga Ignaciana de Deportes, con los respectivos periodos de gestión:
| Titular                    | Inicio | Fin  |
| -------------------------- | ------ | ---- |
| Jorge Del Puerto           | 1972   | 1972 |
| Astelfo Del Valle Vigo     | 1972   | 1974 |
| Antonio Fornera            | 1974   | 1976 |
| Antonio Ruiz               | 1976   | 1978 |
| Emigdio Bobadilla          | 1978   | 1978 |
| Enrique Sánchez            | 1979   | 1980 |
| Saturnino Ferreira         | 1981   | 1984 |
| Pedro Quintín Sachero      | 1985   | 1986 |
| Mario Insaurralde          | 1987   | 1990 |
| Rafael Sotomayor           | 1991   | 1992 |
| Miguel Ángel Insaurralde   | 1993   | 1994 |
| Porfirio Américo Rodríguez | 1995   | 1996 |
| José María Vargas          | 1997   | 1997 |
| Isidoro Agüero             | 1998   | 1998 |
| Alfredo Baroncho Báez      | 1999   | 2006 |
| Celso Mereles              | 2007   | 2008 |
| Pedro Ávila                | 2009   | 2010 |
| Luis Alberto Vázquez       | 2011   | 2014 |
| Walter Allende             | 2015   | 2018 |
| Fredy González Franco      | 2019   | 2021 |
| Julio Galeano              | 2021   | 2023 |
| Alfredo Obregón            | 2023   | 2025 |
| Ulises Antonio Rodríguez   | 2025   | act. |

## Jugadores destacados
Algunos futbolistas que en sus etapas formativas integraron clubes pertenecientes a la Liga Ignaciana de Deportes:
| Jugador              | Club                                    |
| -------------------- | --------------------------------------- |
| Gustavo Gómez        | Deportivo 31 de Julio FC                |
| Ángel Cardozo Lucena | 19 de Marzo FC Deportivo 31 de Julio FC |
| Jorge Recalde        | Deportivo 31 de Julio FC                |
| Carlos Guirland      | Deportivo 31 de Julio FC                |
| Blas Díaz            | Deportivo 31 de Julio FC                |
| Dionicio Pérez       | Deportivo 31 de Julio FC                |
| José Pedrozo (†)     | Sportivo Ytororõ FC                     |
| Francisco Portillo   | Deportivo 31 de Julio FC                |
| Esteban Maidana      | Sportivo Ytororõ FC                     |
| Jesús Llano          | Capitán Alfonso Del Puerto              |
| David Mendoza        | Capitán Alfonso Del Puerto              |

Nota: (†) jugador fallecido.